# Comuna Sânandrei, Timiș

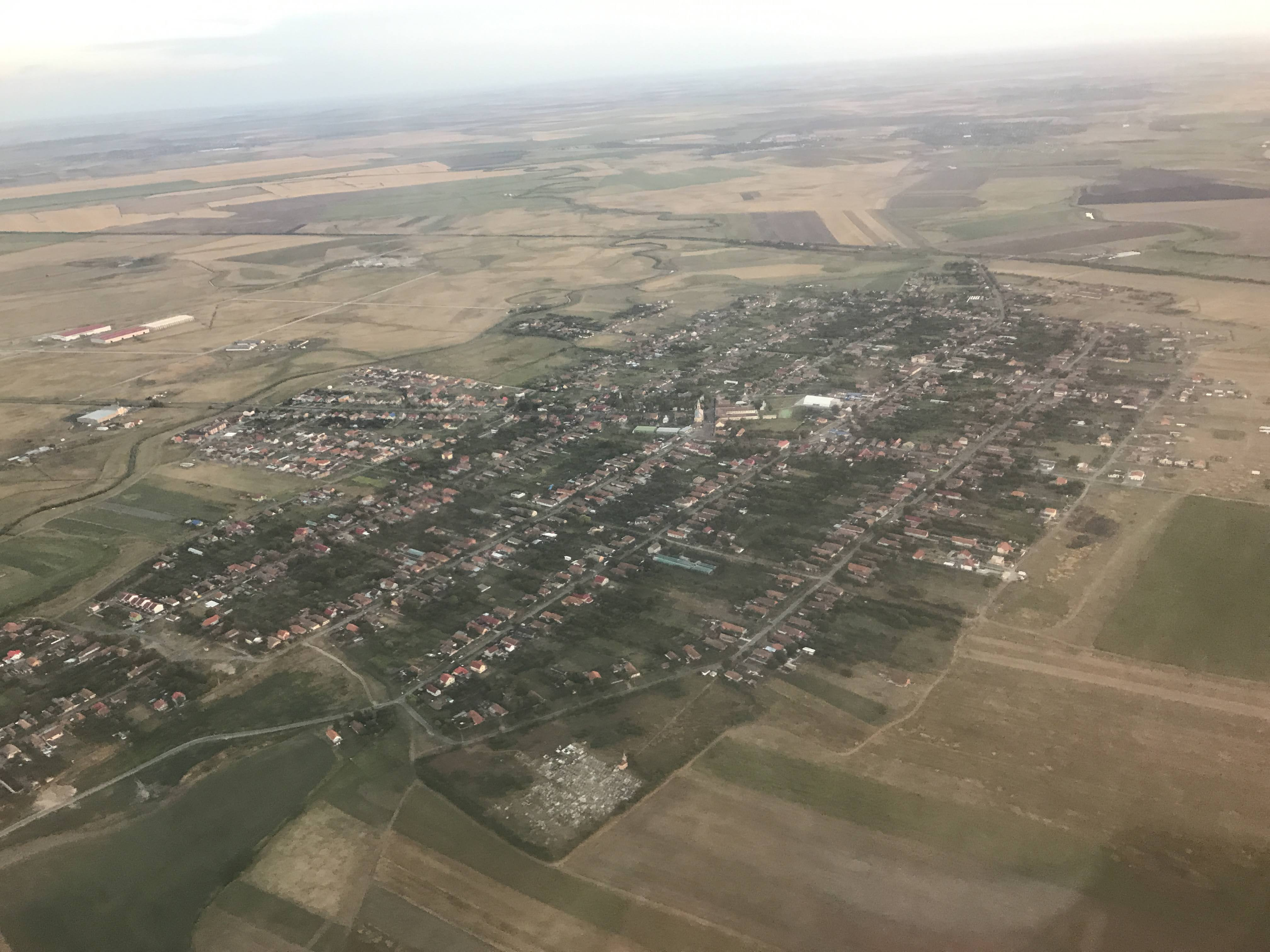
Sânandrei

Sânandrei (în germană Sanktandreas, în maghiară Szentandrás) este o comună în județul Timiș, Banat, România, formată din satele Carani, Covaci și Sânandrei (reședința).

## Localizare
Localitatea Sânandrei se găsește la o distanță de 12 km la nord de municipiul Timișoara. Este străbătută de drumul județean DJ692, care la 4 km spre sud se leagă de drumul național DN69 Timișoara - Arad. Are stație de cale frată la linia Timișoara - Arad. Se învecinează la nord cu Carani, la vest cu Dudeștii Noi, la sud cu Timișoara.

## Politică
Comuna Sânandrei este administrată de un primar și un consiliu local compus din 15 consilieri. Primarul, Claudiu-Florin Coman[*], de la Partidul Național Liberal, este în funcție din 2012. Începând cu alegerile locale din 2024, consiliul local are următoarea componență pe partide politice:
|  | Partid                          | Consilieri | Componența Consiliului | Componența Consiliului | Componența Consiliului | Componența Consiliului | Componența Consiliului |
|  | ------------------------------- | ---------- | ---------------------- | ---------------------- | ---------------------- | ---------------------- | ---------------------- |
|  | Partidul Național Liberal       | 5          |                        |                        |                        |                        |                        |
|  | Alianța pentru Unirea Românilor | 5          |                        |                        |                        |                        |                        |
|  | Alianța Dreapta Unită           | 3          |                        |                        |                        |                        |                        |
|  | Partidul Social Democrat        | 2          |                        |                        |                        |                        |                        |

Primarul comunei face parte din PD iar viceprimarul din PNȚCD. Consiliul Local este constituit din 15 consilieri, împărțiți astfel:
|  | Partid                                      | Consilieri | Componența | Componența | Componența | Componența | Componența | Componența | Componența |
|  | ------------------------------------------- | ---------- | ---------- | ---------- | ---------- | ---------- | ---------- | ---------- | ---------- |
|  | Alianța Dreptate și Adevăr (5 PD și 2 PNL)  | 7          |            |            |            |            |            |            |            |
|  | Partidul Social Democrat                    | 4          |            |            |            |            |            |            |            |
|  | Partidul Național Țărănesc Creștin Democrat | 2          |            |            |            |            |            |            |            |
|  | Partidul România Mare                       | 1          |            |            |            |            |            |            |            |
|  | Partidul Conservator (PUR)                  | 1          |            |            |            |            |            |            |            |

## Obiective turistice
- Castelul Contelui Mercy (1733-1734) din localitatea Carani [nefuncțională]
- Biserica Romano-Catolică (1734) din Carani
- Becicherecu Mic (sit de importanță comunitară inclus in rețeaua europeana Natura 2000 în România)

## Demografie
Componența etnică a comunei Sânandrei
     Români (80,26%)
     Maghiari (1,33%)
     Alte etnii (2,17%)
     Necunoscută (16,24%)
Componența confesională a comunei Sânandrei
     Ortodocși (67,55%)
     Romano-catolici (4,09%)
     Penticostali (2,75%)
     Greco-catolici (2,54%)
     Martori ai lui Iehova (1,08%)
     Baptiști (1,01%)
     Alte religii (3,38%)
     Necunoscută (17,61%)
Conform recensământului efectuat în 2021, populația comunei Sânandrei se ridică la 7.137 de locuitori, în creștere față de recensământul anterior din 2011, când fuseseră înregistrați 5.717 locuitori. Majoritatea locuitorilor sunt români (80,26%), cu o minoritate de maghiari (1,33%), iar pentru 16,24% nu se cunoaște apartenența etnică. Din punct de vedere confesional, majoritatea locuitorilor sunt ortodocși (67,55%), cu minorități de romano-catolici (4,09%), penticostali (2,75%), greco-catolici (2,54%), martori ai lui Iehova (1,08%) și baptiști (1,01%), iar pentru 17,61% nu se cunoaște apartenența confesională.

## Personalități născute aici
- Josef Gabriel (1880 - 1959), om politic.